# Hristo Markov
Hristo Ganchev Markov (em búlgaro: Христо Ганчев Мaрков) (Dimitrovgrad, 27 de janeiro de 1965) é um antigo atleta de triplo salto da Bulgária, que foi campeão olímpico em 1988 nos Jogos de Seoul. Foi também campeão da Europa e do Mundo e é, ainda hoje, o recordista búlgaro com 17.92 m, a quinta melhor marca mundial de sempre.

## Recordes pessoais
Outdoor
| Prova                | Tempo   | Data                 | Local                  | Notas               |
| -------------------- | ------- | -------------------- | ---------------------- | ------------------- |
| Salto em comprimento | 8.04 m  | 31 de maio de 1986   | Sófia, Bulgária        |                     |
| Triplo salto         | 17.92 m | 31 de agosto de 1987 | Roma, Itália           | Recorde da Bulgária |
| Salto com vara       | 5.40 m  | 1 de junho de 1994   | Bratislava, Eslováquia |                     |

Indoor
| Prova                | Tempo   | Data                    | Local           | Notas               |
| -------------------- | ------- | ----------------------- | --------------- | ------------------- |
| Salto em comprimento | 8.23 m  | 10 de fevereiro de 1985 | Sófia, Bulgária |                     |
| Triplo salto         | 17.45 m | 6 de fevereiro de 1988  | Atenas, Grécia  | Recorde da Bulgária |